# Ruta Nacional 19 (Argentina)
La Ruta Nacional 19 es una ruta argentina, que une las capitales de las provincias de Santa Fe y Córdoba. Desde el empalme con la Ruta Nacional 11 en Santo Tomé hasta el empalme con la Ruta Nacional 9 en Córdoba, recorre 337 km totalmente asfaltados, numerados del kilómetro 0 al 337. 171 km se encuentran convertidos en autovía (el tramo de 136 km que une las ciudades de Santo Tome y San Francisco; y el tramo de 35 km que une el peaje Montecristo con la ciudad de Córdoba), 142 km se encuentran convertidos en autopista (el tramo entre el peaje Montecristo y la localidad de Santiago Temple y el tramo entre Arroyito y Cañada Jeanmaire), y los tramos de km restantes es una ruta convencional común (el tramo entre Santiago Temple y Arroyito y  entre Cañada Jeanmaire y San Francisco), con un solo carril por sentido. La Ruta Nacional N.º 19 tiene un recorrido oeste-este y es considerada uno de los corredores más importantes de la región del centro del país, uniendo las provincias de Córdoba y Santa Fe. Además, atraviesa la ciudad cordobesa de San Francisco y tiene intersecciones con las Ruta Nacional N.º 9, la Ruta Nacional N.º 34 y la Ruta Nacional N.º 11, conectando 25 pueblos

## Ciudades
Las ciudades y pueblos por los que pasa esta ruta, de este a oeste, son los siguientes (los pueblos entre 500 y 5.000 hab. figuran en itálica).

### Provincia de Santa Fe
Recorrido: 127 km (kilómetro 0 a 127)
- Departamento La Capital: Santo Tomé (kilómetro 0)
- Departamento Las Colonias: Acceso a Colonia San José (km 7,5), Acceso a San Agustín (km 16,5), Acceso a Franck (km 18), acceso a San Carlos Norte, San Carlos Centro, San Carlos Sud (km 29), acceso San Jerónimo Norte (km 31), San Jerónimo del Sauce (km 36) y Sa Pereira (km 59).
- Departamento Castellanos: Angélica (km 76), Clucellas (km 93), Josefina (km 121) y Frontera (km 127).

### Provincia de Córdoba
Recorrido: 220 km (km 127 a 337)
- Departamento San Justo: San Francisco (km 128-133), Devoto (km 151-152), La Francia (km 182-184), El Tío (km 201), Arroyito (km 222-225) y Tránsito (km 237).
- Departamento Río Segundo: Santiago Temple (km 259), Los Chañaritos.
- Departamento Río Primero: Río Primero (km 281), Piquillín (km 295) y Monte Cristo (km 313)
- Departamento Colón: Malvinas Argentinas (km 325)
- Departamento Capital: Córdoba (km 335-337)

## Gestión
En 1990 se concesionaron con cobro de peaje las rutas más transitadas del país, dividiéndose éstas en Corredores Viales. En 1997 se agregó la Red de Accesos a Córdoba.
De esta manera el tramo desde la intersección con la Ruta Nacional 11 en Santo Tomé (kilómetro 0) hasta Río Primero (km 280) fue parte del Corredor Vial 14 siendo la empresa ganadora de la licitación Rutas del Valle instalando cabinas de peaje en Franck (km 19) y en Devoto (km 142) en marzo de 2008.
En el año 2003 se renegociaron las concesiones y este tramo de la ruta pasó al Corredor Vial 3, siendo la empresa concesionaria Vial 3. En 2010 esta carretera pasó al Corredor Vial 4 para la licitación, resultando ganadora la unión transitoria de empresas Carreteras Centrales de Argentina. Se hizo cargo de la misma el 22 de abril de ese año.
El tramo al oeste de Río Primero (km 280-337) pertenece a la Red de Accesos a Córdoba siendo la empresa concesionaria Caminos de las Sierras desde el año 1997. El peaje se encuentra en el km 303.
El empalme con la ruta nacional 11 se encuentra en la localidad de Santo Tomé, atraviesa una zona de densidad poblacional media a media alta en sus primeros tres kilómetros, hasta la intersección con la autopista Santa Fe – Rosario (AU01); hacia el oeste cruza 11 distritos rurales de muy baja densidad poblacional, hasta el empalme con la ruta nacional 158, en la provincia de Córdoba. En este trayecto, de 136 kilómetros aproximadamente, la vía atraviesa los sectores urbanos de las localidades de San Jerónimo del Sauce, Sa Pereira, Frontera y San Francisco, en Córdoba. 
La ruta brinda acceso a 14 localidades que se ubican en una extensión de 10 a 20 kilómetros al norte y sur de la misma y la cruzan 65 caminos entre los kilómetros 6 y 135, de los cuales 15 poseen la categoría de principales y secundarios y otros 20 rurales 

En Provincia de Santa Fe la RN 19 es autovía, mientras que en Provincia de Córdoba a partir de 2020 se llevó a cabo la construcción lo que será la nueva autopista Córdoba – San Francisco. En el año 2020 se habilitó el primer tramo de la nueva autopista. Luego en 2021 se dejaron habilitados otros 2 nuevos tramos.

## Recorrido
A continuación, se muestra un mapa esquemático de los principales accesos de esta ruta. Los kilometrajes indicados fueron tomados a partir de los mojones existentes en la nueva traza. Para el tramo San Francisco - Río Primero, se muestra también la traza original.
| STRq | KRZ | STRq |

| exlDAMPF |  | SKRZ-GBUE |  |  |

| RMq | RMIdo | RMq |

| exlDAMPF |  | RGuq + RM |  |  |

|  | RM |

| STRq | MWNODEl |  |

|  | GRENZE |

|  | RM |

|  | MWNODEr | STRq |

| exSTRq | MWNODEl |  |

| exSTRq | RMTEEeq |  |

| exSTRq | MWNODEl |  |

| WASSERq | RMoW2 | WASSERq |

| WASSERq | RMoW2 | WASSERq |

|  | RM |

| STRq | MWNODE | STRq |

| exSTRq | RMTEEeq |  |

| lDAMPF |  | RGuq + RM |  |  |

|  | RM |

| RMq | RMIcu | RMq |

| WASSERq | RMoW2 | WASSERq |

|  | RM |

| STRq | MWNODE | STRq |

|  | RM |

| STRq | MWNODEl |  |

|  | MWNODEr | STRq |

|  | RM |

| exSTRq | RMTEEeq |  |

| exSTRq | MWNODEl |  |

|  | RM |

|  | RGuq + RM |

| exlDAMPF |  | RGuq + RM |  |  |

| GRZq | GRZq + RM | GRZq |

| exSTRq | MWNODEl |  |

| KRZ | STRq | RMIcu | STRq |  |

| STR |  | tSTR |  |  |

| GRENZE |

| STR |

| tSTRl + STR | tSTRq | tSTR+r |  |  |

| STR |  | tSTR |  |  |

| TEEaq | STRq | STRq + tSTR | STRq |  |

| STR |  | tSTR |  |  |

| TEEaq | STRq | STRq + tSTR | STRq |  |

| STR |

| hKRZWae | WASSERq | WASSERq | WASSERq |  |

| STR |

| BHF |  | tSTR |  |  |

| STR |  | exSTR |  |  |

| ABZgl+l | STRq | RMIco | STRq |  |

| hKRZWae | WASSER+r | RM |  |  |

| TEEeq | WASSER | RM |  |  |

| SKRZ-Gu | fWBRÜCKE1q | RGuq + RM |  | exlDAMPF |

| STR | WASSERl | RMoW | WASSERq |  |

| STRl | STRq | RMIdo |  |  |

|  | RM |

|  | RMIdu | exSTRq |

|  | RM |

|  | GRENZE |

| exlDAMPF |  | RGuq + RM |  |  |

| exSTRq | MWNODEl |  |

| exSTRq | RMIdo |  |

|  | RM |

| exSTRq | MWNODE | exSTRq |

| RMq | RMIco | RMq |

|  | RMCONTf |

## Autovía Santo Tomé a San Francisco
El 2 de noviembre de 2006, el Poder Legislativo de la provincia de Santa Fe convirtió en ley el proyecto de construcción de esta autovía en un tramo de 136 km. Aparte de duplicar la cinta asfáltica, se deben rectificar las curvas para permitir la circulación de vehículos livianos a 120 km/h y cambiar la traza del camino para que no pase por los cascos urbanos.
El 25 de abril de 2007 veinticinco empresas se presentaron para precalificar para la licitación. El 19 de febrero de 2008 se adjudicó a cuatro empresas los cinco tramos en los que se había dividido la traza para su construcción simultánea. Las obras comenzaron el 20 de mayo de ese año.
El 8 de junio de 2011 autoridades nacionales inauguraron 45 km de autovía en el tramo comprendido entre la intersección con la Ruta Nacional 34 y la localidad de Frontera. El 31 de octubre se inauguró 70 km de autovía entre la rotonda de acceso a Santo Tomé en el km 6,5 y la Ruta Nacional 34.

## Autovía Córdoba a Peaje Montecristo
En el año 2012 la provincia de Córdoba en similitud a lo que hizo su vecina Santa Fe, decide poner en marcha un proyecto que terminara con los accidentes. En una primera etapa se licitó el proyecto del tramo Córdoba - Río Primero. La obra consistía en la duplicación de calzada a la par de la ya existente, utilizando la antigua traza como un sentido de circulación y la nueva traza como otro sentido, realizando circunvalación a las localidades de Montecristo y Piquillin, sacando la ruta fuera del ejido urbano. Se comenzó con la construcción en octubre de 2012, y en noviembre de 2014 se inaugura el primer tramo de 21 km desde Córdoba hacia el acceso de la ciudad de Montecristo. La autovía 35 km entre la ciudad de Córdoba y el Peaje Montecristo, incluyendo un cantero central y dos carriles por sentido, la variante Montecristo que circunvala dicha ciudad con un puente y acceso a la misma, dos puentes (uno para cada sentido) que cruzan el ferrocarril Belgrano Cargas a la altura del peaje Montecristo y un puente peatonal sobre la localidad de Malvinas Argentinas.

## Autopista Peaje Montecristo a Santiago Temple
Se encuentra entre el Peaje Montecristo y Santiago Temple en la provincia de Córdoba. Con un recorrido de 85 km. en autopista, con cantero central, dos carriles por sentido, sin cruces a nivel, ambos sentidos de circulación construidos en dos trazas al norte de la anterior, dejando la traza antigua como colectora sólo para comunicaciones locales. La obra incluye las variantes Piquillin, Paraje Km 691 y Rio Primero que circunvalan dichas localidades con puentes y accesos seguros a las mismas. El recorrido comienza en el Peaje Montecristo y finaliza en el acceso a Santiago Temple.

## Traza antigua
El tramo de 20 km entre las ciudades de Córdoba y Montecristo se hacía por un camino contiguo a las vías del Ferrocarril General Belgrano. Con la construcción de una nueva carretera 1 km más al sur, inaugurada el 5 de octubre de 1969, la ruta antigua pasó a jurisdicción provincial mediante el Decreto Nacional 1595 del año 1979. Actualmente es la Ruta Provincial U088.
En un recorrido de 11 km sirve de circunvalación a la localidad de Rio Primero, iniciando en el acceso oeste de dicha localidad, y finalizando en el empalme con la Ruta Provincial 10 (ruta a Villa del Rosario). El recorrido sirve para transitar evitando el paso por el casco urbano de Rio Primero, una de las localidades con más tránsito, lomadas y semáforos de la ruta 19. Incluye dos carriles por sentido con divisorio central, sin cruces a nivel, y un puente sobre el Río Suquía,
La ruta discurre por el centro de varias localidades y ciudades, con reductores de velocidad en (Río Primero - Tránsito, Tránsito - Arroyito, Arroyito - Cañada Jeanmaire y Cañada Jeanmaire - San Francisco).

## Accidentes y nueva traza
Los accidentes fatales ocurren en todo su recorrido. La provincia de Santa Fe construye un nuevo trazado en formato autovía, desde la ciudad de Santo Tomé hasta Frontera (127 km), y la Provincia de Córdoba hizo lo propio entre la ciudad capital y Río Primero (75 km). Resta aún, sin mejoras, el tramo entre Santiago Temple y Arroyito (35 km) y entre Cañada Jeanmarine y San Fransisco (35 km), donde posee el ancho de la calzada original de 7 metros, aproximadamente. Es muy elevado el número de vehículos de gran porte que circulan en ella, debido a que es una ruta comercial del Mercosur, además del parque automotor que es muy variado, dando como resultado un gran conjunto de vehículos circulando a velocidades muy diferentes. Las obras comenzaron en el 2016, pero debido a conflictos empresariales, la quiebra de varias empresas concesionarias, la interrupción de fondos por parte del entonces gobierno nacional y la falta de pago a los trabajadores y operarios por parte de las empresas, hicieron que varias se retiraran y quedaran varios tramos paralizados; siendo concluídos recién en el año 2021 se estima que los tramos en obra terminan en septiembre del 2023.